# رالف متکالف
رالف متکالف (انگلیسی: Ralph Metcalfe; ۲۹ مهٔ ۱۹۱۰ – ۱۰ اکتبر ۱۹۷۸) دونده سرعت و نماینده مجلس نمایندگان ایالات متحده آمریکا بود.
از افتخارات وی میتوان به کسب مدال طلا دو ۴×۱۰۰ متر امدادی در بازی‌های المپیک تابستانی ۱۹۳۶ اشاره کرد.